# رانتول (إلينوي)
رانتول (بالإنجليزية: Rantoul)‏ هي منطقة سكنية تقع في الولايات المتحدة في إلينوي. يقدر عدد سكانها بـ 13,674 نسمة .

## التركيبة السكانية
حدّد مكتب تعداد الولايات المتحدة بيانات التركيبة السكانية لرانتول في تعداد الولايات المتحدة. في ما يلي، التركيبة السكانية حسب تعدادي 2000 و2010.

### تعداد عام 2000
بلغ عدد سكان رانتول 12,857 نسمة بحسب تعداد عام 2000، وبلغ عدد الأسر 5,330 أسرة وعدد العائلات 3,367 عائلة مقيمة في القرية. في حين سجلت الكثافة السكانية 577.6 نسمة لكل كيلومتر مربع (1,496.0/ميل2). وبلغ عدد الوحدات السكنية 6,161 وحدة بمتوسط كثافة قدره 276.8 لكل كيلومتر مربع (716.9/ميل2).
وتوزع التركيب العرقي للقرية بنسبة 76.69% من البيض و16.88% من الأمريكيين الأفارقة و0.47% من الأمريكيين الأصليين و1.75% من الأمريكيين ذوي الأصول الآسيوية و0.05% من سكان جزر المحيط الهادئ و0.89% من الأعراق الأخرى و3.27% من عرقين مختلطين أو أكثر و2.69% من الهسبانيون أو اللاتينيون من أي عرق.
بلغ عدد الأسر 5,330 أسرة كانت نسبة 36.7% منها لديها أطفال تحت سن الثامنة عشر تعيش معهم، وبلغت نسبة الأزواج القاطنين مع بعضهم البعض 43.9% من أصل المجموع الكلي للأسر، ونسبة 15% من الأسر كان لديها معيلات من الإناث دون وجود شريك، بينما كانت نسبة 4.3% من الأسر لديها معيلون من الذكور دون وجود شريكة وكانت نسبة 36.8% من غير العائلات. تألفت نسبة 30.8% من أصل جميع الأسر من عدة أفراد يعيشون في نفس المنزل ونسبة 10.2% كانت تتألف من شخص يعيش بمفرده يبلغ من العمر 65 عاماً أو أكثر. وبلغ متوسط حجم الأسرة المعيشية 2.41، أما متوسط حجم العائلات فبلغ 3.02.
بلغ العمر الوسطي للسكان 31.6 عاماً. وكانت نسبة 28.6% من القاطنين تحت سن الثامنة عشر، وكانت نسبة 9.5% بين الثامنة عشر والرابعة والعشرين عاماً، ونسبة 32.2% كانت واقعةً في الفئة العمرية ما بين الخامسة والعشرين والرابعة والأربعين عاماً، ونسبة 18.2% كانت ما بين الخامسة والأربعين والرابعة والستين، ونسبة 11.4% كانت ضمن فئة الخامسة والستين عاماً فما فوق. يوجد لكل 100 أنثى 91.0 ذكر، ويوجد لكل 100 أنثى في الثامنة عشر من عمرها فما فوق 86.8 ذكر.
بلغ متوسط دخل الأسرة في القرية 36,904 دولارًا، أما متوسط دخل العائلة فبلغ 43,543 دولارًا. وكان متوسط دخل الذكور 32,440 دولارًا مقابل 22,382 دولارًا للإناث. وسجل دخل الفرد الخاص بالقرية 17,948 دولارًا. وكانت نسبة 8.5% من العائلات ونسبة 10.7% من السكان تحت خط الفقر، وكان من هؤلاء نسبة 15% تحت سن الثامنة عشر ونسبة 4.6% في الخامسة والستين من العمر وما فوق.

### تعداد عام 2010
بلغ عدد سكان رانتول 12,941 نسمة بحسب تعداد عام 2010، وبلغ عدد الأسر 5,172 أسرة وعدد العائلات 3,260 عائلة مقيمة في القرية. في حين سجلت الكثافة السكانية 581.4 نسمة لكل كيلومتر مربع (1,505.8/ميل2). وبلغ عدد الوحدات السكنية 5,984 وحدة بمتوسط كثافة قدره 268.8 لكل كيلومتر مربع (696.2/ميل2).
وتوزع التركيب العرقي للقرية بنسبة 66.43% من البيض و22.72% من الأمريكيين الأفارقة و0.58% من الأمريكيين الأصليين و1.66% من الأمريكيين ذوي الأصول الآسيوية و0.07% من سكان جزر المحيط الهادئ و3.88% من الأعراق الأخرى و4.66% من عرقين مختلطين أو أكثر و9.67% من الهسبانيون أو اللاتينيون من أي عرق.
بلغ عدد الأسر 5,172 أسرة كانت نسبة 34.9% منها لديها أطفال تحت سن الثامنة عشر تعيش معهم، وبلغت نسبة الأزواج القاطنين مع بعضهم البعض 37.3% من أصل المجموع الكلي للأسر، ونسبة 19.6% من الأسر كان لديها معيلات من الإناث دون وجود شريك، بينما كانت نسبة 6.1% من الأسر لديها معيلون من الذكور دون وجود شريكة وكانت نسبة 37% من غير العائلات. تألفت نسبة 30.7% من أصل جميع الأسر من عدة أفراد يعيشون في نفس المنزل ونسبة 10.8% كانت تتألف من شخص يعيش بمفرده يبلغ من العمر 65 عاماً أو أكثر. وبلغ متوسط حجم الأسرة المعيشية 2.44، أما متوسط حجم العائلات فبلغ 3.02.
بلغ العمر الوسطي للسكان 32.5 عاماً. وكانت نسبة 28.7% من القاطنين تحت سن الثامنة عشر، وكانت نسبة 10.7% بين الثامنة عشر والرابعة والعشرين عاماً، ونسبة 25.5% كانت واقعةً في الفئة العمرية ما بين الخامسة والعشرين والرابعة والأربعين عاماً، ونسبة 23.6% كانت ما بين الخامسة والأربعين والرابعة والستين، ونسبة 11.4% كانت ضمن فئة الخامسة والستين عاماً فما فوق. وتوزع التركيب الجنسي للسكان بنسبة 47.7% ذكور و52.3% إناث.

## أعلام
- كين كوفي
- بليك شيلب
- واين كوفي
- كارل جيه. ميد
- دون برانسون